# Teros
Teros is een bestuurslaag in het regentschap Oost-Lombok van de provincie West-Nusa Tenggara, Indonesië. Teros telt 4307 inwoners (volkstelling 2010).